# Serrat del Castell (Lladurs)
|  | Aquest article tracta sobre una muntanya de Lladurs. Vegeu-ne altres significats a «Serrat del Castell». |

El Serrat del Castell és una muntanya de 993,8 metres que es troba al municipi de Lladurs, a la comarca catalana del Solsonès, i és on es troben les restes del Castell de Lladurs.
Al cim s'hi pot trobar un vèrtex geodèsic (referència 273094001).